# عباس أرناؤوط
عباس أرناؤوط مخرج وكاتب أردني  درس الإخراج في بريطانيا ثم عاد ليعمل في الوطن العربي. تخصص في الإخراج الدرامي والوثائقي للتلفزيون. وهو الآن في قناة الجزيرة أسس مهرجان الجزيرة للأفلام التسجيلية الدولي ويعمل منذ عام 2004 مديرا له وحتى اليوم.

## مشواره الفني
عين في التلفزيون الأردني كمخرج ثم انتقل عام 1975 للعمل في تلفزيون دبي وأثناءها بدأ في إخراج الدراما للتلفزيون في عملين متتاليين مع الكاتب المصري محفوظ عبد الرحمن. وهما سليمان الحلبي وعنترة وقد شكلا ثنائيا في عدة أعمال تلفزيونية، كما كان الممثل الرئيسي فيهما أحمد مرعي وفي أعمال أخرى لهما.

## مسلسلات من إخراجه
- سليمان الحلبي
- عنترة
- الفاتح
- ليلة سقوط غرناطة
- كتابة على لحم يحترق
- الدعوة خاصة جداً
- الكبرياء تليق بالفرسان
- الفرسان يغمدون سيوفهم
- مصرع المتنبي

## أفلام تسجيلية أنتجها وأخرجها
- سجن الخيام والذي قدمه أيضا [4]
- مجزرة قانا
- ملجأ العامرية
- ملجأ العامرية [5]
- مجزرة قانا
- برنامج تسجيلي بعنوان ملامح عربية (46 حلقة): صور في اليمن ولبنان والمغرب والسودان وعمان.
- أشرف على إنتاج حلقات «مع هيكل» لقناة الجزيرة، كماوأخرج حلقاته الحوارية.

## كتب ألفها

### أولاً: المجموعات القصصية
- حدث غداً...
- ... الماء.. وركضَ'..
- الموت إلى حد الحياة (الناشر دار الشروق - القاهرة)

### ثانياً: الروايات
- الصوت يناديني (الناشر دار الشروق - القاهرة)
- الحلاج (وارتعش القلب عشقا) - (الناشر دار الشروق - القاهرة)
- الطواحين وانا
- القوافل ...كتاب الغربة و الدم

## التحكيم
- عضو لجنة تحكيم في مهرجان السيتما العربية - باريس
- عضو لجنة التحكيم في مهرجان الفجر السينمائي - إيران
- رئيس لجنة التحكيم الدولية في مهرجان سينما الشباب - إيران
- عضو لجنة تحكيم مهرجان سيتما الأوروبية العربية (آمال)- إسبانيا
- عضو لجنة تحكيم مهرجان السينما الوثائقية - الصين
- عضو لجنة تحكيم مهرجان سلوفود (SLOW FOOD) بولونيا - إيطاليا